# Grange Batelière
Grange Batelière wurde ein kleiner Fluss auf der Rive Droite, dem rechten Ufer der Seine in Paris genannt, von dem angenommen wurde, dass er sich aus den Bächen des Hügels von Ménilmontant bildete. Dies wird von Forschern bestritten, die das heute unterirdisch fließende Gewässer für einen Seitenarm der Seine halten und daher der Grange Batelière ihre Existenz absprechen. Tatsächlich nahm die Seine vor dem Quartär einen ganz ähnlichen Verlauf, wie der später Grange Batelière genannte Fluss.
Der im 13. Jahrhundert von einem Bauerngut abgeleitete Name bleibt ungeachtet dieser Tatsache weiterhin geläufig. Er geht auf die französische Bezeichnung für ein „Fährmannshaus“ oder einen „Bootsschuppen“ zurück.
Die Grange Batelière folgte in etwa dem Verlauf der heutigen Straßen Rue Chauchat, Rue de Provence, Rue du Faubourg-Montmartre und Rue de la Grange-Batelière bis zur Opéra Garnier, wo sie gegenwärtig einen großen unterirdischen See bildet, an dem die Feuerwehr eine Pumpstation eingerichtet hat.

## Geschichte
Bereits in gallo-römischen Zeiten lieferte das Gewässer den Parisier genannten Bewohnern von Lutetia in der nördlich der Seine gelegenen Stadthälfte das Trinkwasser, eine Funktion, die auf der Rive Gauche der Bièvre zufiel. So wie der Pariser Abschnitt der Bièvre verwandelte sich die Grange Batelière im 18. und 19. Jahrhundert nach und nach in einen schmutzigen Abwasserkanal, der schließlich in den Untergrund verlegt wurde und dort in den Grand Egout, das große Sammelbecken des Pariser Kanalisationssystems mündet.
Die Legende machte die Grange Batelière zu einem breiten, schiffbaren Fluss unter der Alten Oper, über den das Phantom der Oper aus dem gleichnamigen, 1911 erschienenen Roman von Gaston Leroux seine geheimnisvollen nächtlichen Ausflüge in die „Lichterstadt“ Paris antritt.